# San Lorenzo in Campo
San Lorenzo in Campo est une commune italienne de la province de Pesaro et Urbino, dans la région Marches.

## Administration
| Période                                  | Période | Identité | Étiquette | Qualité |
| ---------------------------------------- | ------- | -------- | --------- | ------- |
|                                          |         |          |           |         |
| Les données manquantes sont à compléter. |         |          |           |         |

### Communes limitrophes
Arcevia, Castelleone di Suasa, Corinaldo, Fratte Rosa, Mondavio, Pergola.